# Мостиський Андрій Богданович
Мостиський Андрій Богданович (22 вересня 1962) — український політик, кандидат юридичних наук (1994); консул України в Стамбулі (2014—2015).
Н. 22.09.1962 (місто Стрий, Львівська область); українець; одружений; син Олег (1986); син Тарас (1992).
Осв.: Львівський університет, інженер-геолог; Київський університет імені Тараса Шевченка; кандидатська дисертація «Міжнародно-правова основа державних кордонів України» (1994).
03.2006 канд. в нар. деп. України від Українського народного блоку Костенка і Плюща, № 58 в списку. На час виборів: заступник голови Секретаріату УНП, член УНП.
Народний депутат України 2 склик. з 04.1994 (2-й тур) до 04.1998, Ковельський виб. окр. № 67, Волин. обл., висунутий виборцями. Голова підкомітету з договірно-правових питань Комітету у закордонних справах і зв'язках з СНД. Член депутатської групи «Конституційний центр» (до цього — член депутатської групи «Аграрники України»). На час виборів: ВР України, член Комісії у закордонних справах.
Народний депутат України 12(1) склик. з 03.1990 (2-й тур) до 04.1994, Ковельський виб. окр. № 42, Волин. обл. Член (з 06.1990), секретар Комісії у закордонних справах. Входив до Народної ради.
З 1986 працював геологом у Ковельській геолого-розвідувальній партії. Був заступником голови Секретаріату УНП.
Орден «За заслуги» ІІІ ступеня (06.1997).
Володіє англ. мовою.
Захоплення: музика.

## Джерело
- Довідка [Архівовано 4 березня 2016 у Wayback Machine.]